# Joseph de Marliave
Joseph de Marliave (geboren am 16. November 1873 in Toulouse; gestorben am 24. August 1914 in Senon) war ein französischer Musikwissenschaftler und -kritiker, der unter anderem durch seine Arbeit zu Beethovens Streichquartetten bekannt wurde.

## Leben
Marliave war als Kritiker für unterschiedliche Zeitschriften tätig, unter anderem für die Zeitschrift La Nouvelle Revue, in der er wöchentlich Schriften zu musikalischen Werken verfasste. Er benutzte als Pseudonym den Namen „J. Saint-Jean“, beispielsweise 1908 in dem Beitrag Une symphonie de A. Bruckner. Er war seit dem 26. Februar 1906 mit der Pianistin Marguerite Long verheiratet.
Marliave war zudem Übersetzer der Oper Salomé von Richard Strauss, der wiederum die Übersetzung von Hedwig Lachmann aus dem Englischen für sein Libretto übernahm. Im Mai 1910 war die französische Fassung in Paris zu sehen. Er bearbeitete auch die lyrische Komödie Pepita Jimenez des spanischen Komponisten Isaac Albéniz, die im Jahre 1923 an der Opéra-Comique in Paris aufgeführt wurde. Zudem arbeitete er an einer französischen Version der Oper Goyescas von Enrique Granados und war mit Gabriel Fauré befreundet.
Er diente im Ersten Weltkrieg als Capitaine der Infanterie in der französischen Armee. Als er seine Männer bei Spincourt unter schwerem Beschuss anführte, wurde er tödlich verwundet und starb kurz nach Kriegsbeginn im August 1914. Maurice Ravel widmete ihm nach dem Ende des Krieges die Toccata seiner Klaviersuite Le Tombeau de Couperin.

## Werke
- Études musicales … Librairie Félix Alcan, Paris 1917, OCLC 15728618 (archive.org – Posthum).
- Beethoven’s Quartets. Mit einem Vorwort von Gabriel Fauré. Hrsg.: Jean Escarra (= Dover books on music). Dover Publications, Mineola, N.Y. 2004, ISBN 978-0-486-43965-5 (englisch, books.google.de – französisch: Les Quatuors de Beethoven. Übersetzt von Hilda Andrews, Erstausgabe: F. Alcan, 1925, Posthum, Leseprobe).

Als Übersetzer
- Pepita Jiménez, comédie lyrique en deux actes et trois tableaux. D’après l’original anglais de F.B. Money Coutts. Max Eschig, Paris 1923, OCLC 560011450.
- Joseph de Marliave, Pedro Gailhard: Drame musical en un acte d’après le tragedie de Oscar Wilde, op. 54. 1910 (Oper Salomé).